# Martha Norelius
Martha Norelius, född 22 januari 1909 i Stockholm, död 25 september 1955 i Saint Louis, var en amerikansk simmare.
Norelius blev olympisk mästare på 400 meter frisim vid sommarspelen 1928 i Amsterdam.